# 魔法科高校の劣等生 LOST ZERO
『魔法科高校の劣等生 LOST ZERO』（まほうかこうこうのれっとうせい ロスト・ゼロ）は、2014年9月4日よりiPhone/Android向けに配信されたアイテム課金制のスマートフォン用ゲーム。開発はビサイド、運営・配信はスクウェア・エニックス。
2019年10月24日をもってサービスを終了し、2023年8月14日にはオフライン版アプリの配信を終了した。

## 内容
本作は、他者の記憶を操作するがゆえに歴史から抹消された家系「零乃」姓を持つ人物を主人公としており、自らが継承する魔法・術師増幅（マギカ・ブースター）の有用性を証明すべく司波達也や司波深雪ら国立魔法大学付属第一高校の生徒たちと交流しつつも、他者に化ける偽装魔法の使い手「零式行列（マイナス・パレード）」との戦いを描いている。登場人物は原作からの達也ら11人に加え、2016年10月以降は七草泉美、香澄、桜井水波、2017年6月以降は劇場アニメ『劇場版 魔法科高校の劣等生 星を呼ぶ少女』の公開に合わせ、同作からの綿摘未九亜が加わった。また、2015年6月1日には本作の進行役であり、主人公の妹である零乃まやかがプレイアブル化された。
なお、本作はガチャなどで入手できるキャラクターカードでデッキを組んで遊ぶタイプのゲームであるが、これらのカードはまやかが「GaCha（Gathering Characterの略）」と呼ばれる「個性蒐集魔法」なるものを使って作り出している、という設定である。

## 登場人物
零乃（設定上の姓およびデフォルトネーム、変更可能）
『LOST ZERO』の主人公。かつて、他者の記憶を利用して力を得る禁忌の魔法技術研究を行い、社会的に抹殺されたイリーガル・ナンバー「零家」一門に連なる「零乃家」の跡継ぎ息子。過去に事故に遭い、記憶の一部を喪失している。信愛度に比例して対象の魔法師の能力を強化する「術師増幅（マギカ・ブースター）」という系統外魔法の使い手でもあり、「術師増幅」が危険な魔法であるという世間の誤解を解いて「零家」の社会的地位を回復する使命を帯び、妹のまやかと共に第一高校（一年生、二科生）に転入する。
自らは戦闘を行わないが、香澄が魔法攻撃を行った際は何らかの方法で無効化している描写がある。外見の設定は存在しないが周囲から「達也に似ている」と言われ（摩利曰く「達也君に可愛げがあるような感じ」）、一部のカードにそれらしい人物の手や上半身が描かれている。ゲーム中では真由美や摩利から弟のように可愛がられるほか、雫からは「お兄さん」と呼ばれており、男嫌い（姉の真由美に近づく）な香澄からも好意を寄せられるほど。性格は特に決められていないが目上には丁寧語で話しており、他者を気遣う発言がある一方で選択によっては相手をからかう描写があり、中には選択肢のいずれも軽はずみな発言をするものしかない場合もある。選択肢によると、一人称は「俺」。「零家」の魔法は社会的に認められておらず、主人公やまやかなどこの家系に属する者は十師族などの名門家系から排斥される傾向にあるが、真由美のように名門出身でも家同士の関係を抜きにして個人的に親しく付き合ってくれる者もおり、学園生活では出自が原因で不自由することはない。なお、「自分の記憶を利用して他者を強化する」魔法を使う「零乃家」のほか、「他者の記憶を利用して自分を強化する」魔法を使う「零式家」があるが、魔法の性質が正反対である両家の仲は非常に悪い。この両家と「零宮家」を合わせた三家が、現存する「零家」のすべてである。
零乃 まやか（ぜろの まやか）
声 - 内田真礼
主人公の妹で、ゲームのナビゲーター役。兄の「術師増幅」に補助効果をもたらす「記憶掌握（メモリーアクセプト）」という系統外魔法の使い手。
兄への依存心が極めて強く、主人公と共に第一高校（一年生、二科生）に転入した際は「兄とのラブラブな学園生活」を夢見ていたほか、兄が女子生徒と親しく話をしていると本能的に危険を察知して邪魔しに現れる。一方、過激な行動によって仲間たちに迷惑をかけた際には罪悪感を持って謝罪するなど、良識は持ち合わせている。また、美月の影響で兄が他の男性陣と禁断の関係になる薄い本に興味がある様子。
自身は幼児体型ゆえ、プロポーションが良く美人の多い第一高校の女子生徒たちを敵視しており、見下した発言も多く特にほのかを嫌っているが、深雪とエリカにはブラコンの同類としてシンパシーを感じている。
口癖は「ぜろる」「零から始めて零で終わらせましょう」「げふんげふん」など。元は零家の魔法技術研究の被験体であり、繰り返し行われた記憶操作実験の影響でCAD領域（記憶領域）が損壊してしまい、精神干渉魔法に対して無防備な状態になっていたが、後に主人公からCAD領域の防護に特化した特製の指輪型CADをプレゼントされ、魔法戦闘に耐え得る力を身につけた。
零式行列（マイナスパレード）
主人公たちの前にたびたび現れる謎の人物。「零家」の系統外魔法を使って姿や声を第一高校の生徒もしくは関係者に偽装しており、「零式行列」という呼称は魔法そのものの名称でもある。主人公のことを心配するそぶりを見せ、「零家」の任務を放棄するよう忠告してくる。また、イベントなどではボスキャラクターとして毎回騒動を引き起こす。零式行列を名乗る前は、「まいな」という名前だった。変装した人物の性格や口調はまいなのその人物に対するイメージであるため、その人物らしからぬ発言や態度をしばしば見受けられる。
零宮 あやな（ぜろのみや あやな）
声 - 種田梨沙
主人公とまやかの幼馴染。主人公たちよりも年上らしく、彼らに対しては「お姉さん」と自称している。落ち着いているようで実際は子供っぽい性格をしており、主人公を「ゼロくん」と呼んでいる。第九高校に在籍する古式魔法の使い手でもあり、素性を隠すために「令ノ宮（れいのみや）」という姓で暮らしてきたが、零宮家当主の座に就くと同時に公然と「零宮」姓を名乗り始める。子供のころは主人公やまやかと一緒に零家の施設で育てられた。一族を巡る過去の因縁から十師族に強い敵愾心を抱いており、両親の敵討ちのため、零家の力を利用していく。まやかと同様に主人公に過激なまでの好意を持っているため、ブラコンには嫌悪感を持っており、主人公から他の女性との関係を聞き出したり、まやかを出し抜こうとしたりすることもある。第九高校ではアイドル的存在となっており、校内に「あやな姫さま」と呼んでくる親衛隊が存在する。

## 制作
同作の開発は、ビサイドの別作品『拡散性ミリオンアーサー』のリリースの数か月後に開始された。
チーフプランナーを務めた桜井昌美は、苦労した点の一つとして、アドベンチャーゲームは分岐が多いと楽しいという考えから同作のアドベンチャーパートでも分岐を増やしてしまい、自分の稼働が増えてしまったことを挙げている。また、ゲームに登場させられるキャラクターの数に限りがあるため、「ここにNPCがいれば話が膨らむのに」と思うことも少なくないと述べつつも、限られた中で物語や世界観を広げられるのもシナリオ執筆の面白いところだとも述べている。
ヒロインのまやかは『魔法科LZ』の開発スタッフが考案し、原作者の佐島勤とともに生み出されており、口癖の「零（ぜろ）る」などは、プロデューサーを務めたスクウェア・エニックスの椎名崇徳と桜井が話し合いを重ね、聞くだけでまやかとわかるものにしたいということで採用された。
3DCGモデルは佐島から提供された素材と、チーフデザイナーの星哲哉が制作した3Dモデル、そしてゲーム内の3Dモデルをチェックし、原作から齟齬が出ないよう細心の注意が払われた。これ以外にも、アニメーションの付与に際しては細かな部分の揺れには意識しているとの旨を、星は「ファミ通App」によるインタビューに答えている。キャラクターモデルのうち、最初に作られた深雪には約2週間が費やされたものの、基本的には1体につき約1週間が費やされた。

## 評価
ライターの深津庵は「ファミ通App」に寄せた記事の中で、第4章まで遊んだ感想として、良い意味で悪乗り展開が多くてツッコミどころが多かったと述べている。

## Web番組
ニコニコ生放送とYouTube Liveにて配信。
- 【出演：内山夕実&巽悠衣子】「魔法科高校の劣等生 LOST ZERO」配信決定記念特番（2014年8月27日）
- 【出演：内山夕実&巽悠衣子】ロストゼロ情報局 #1 - #7（2014年10月20日 - 2015年12月9日）
- 【内山夕実&巽悠衣子】ロストゼロ情報局 スペシャル放送（2016年3月31日）
- 【内山夕実&巽悠衣子】ロストゼロ情報局〜配信2周年記念スペシャル〜（2016年9月6日）
- 【内山夕実&巽悠衣子】ロストゼロ情報局〜劇場版公開直前スペシャル〜（2017年6月14日）
- 【内山夕実&巽悠衣子】ロストゼロ情報局〜3周年記念スペシャル〜（2017年9月6日）
- 【魔法科LZ】ロストゼロ情報局〜4周年直前スペシャル〜（2018年8月29日） 出演者：巽悠衣子、高坂知也、高田憂希、椎名崇徳（『魔法科高校の劣等生 LOST ZERO』プロデューサー）、岩本吉洋（『魔法科高校の劣等生 LOST ZERO』運営プロデューサー）
- 「ロストゼロ候補生〜Road To Bloom〜」キックオフ放送 - 最終試験（2015年6月30日 - 8月24日）出演者：桑原由気、高坂知也、高田憂希、椎名崇徳（『魔法科高校の劣等生 LOST ZERO』プロデューサー）
- ロストゼロ候補生のラジスタ♪#01 - #29 （2015年10月27日 - 2019年2月28日） 出演者：桑原由気、高坂知也、高田憂希